# Flore Vasseur
Flore Vasseur (* 1973 en Annecy) es un empresaria, escritora y periodista francesa.

## Vida
Flore Vasseur estudió en el Institut d'études politiques de Grenoble y en la École des hautes études Commerciales de Paris. Tras finalizar sus estudios, trabajó en Nueva York como empresaria en el sector del marketing y, desde 2001, regresó a Francia como consultora. Vivió temporalmente en Kabul, Afganistán, donde su pareja participó en los esfuerzos de reconstrucción de la posguerra.
En 2006, Éditions des Équateurs publicó su primera novela, Une fille dans la ville. Por este trabajo recibió un premio de la Revista Figaro. Por su segundo libro, Comment j'ai liquidé le siècle, Flore Vasseur recibió el Prix Jean Amila-Meckert y el Grand Prix national Lions de littérature en 2011.
El libro Ce qu'il reste de nos rêves, publicado en 2019, examina las condiciones de una estructura de Internet libre a partir de la biografía del hacker Aaron Swartz.
Flore Vasseur escribe para varios medios franceses, entre ellos Le Journal du Dimanche, Libération, Le Monde y La Croix. Dirige su propia productora Big mother Productions y produce documentales para Canal+ y Arte, por ejemplo sobre el político estadounidense Lawrence Lessig, el empleado y denunciante estadounidense de la CIA Edward Snowden y la política islandesa Birgitta Jónsdóttir. Su documental Bigger Than Us sobre activistas ambientales adolescentes se proyectó como estreno mundial en una sesión especial en el Festival de Cannes de 2021 y fue nominado al Premio César/Mejor Documental en 2022.
Flore Vasseur es miembro del Conseil national du numérique de Francia desde 2017.

## Fábricas
- Une fille dans la ville, Sainte-Marguerite sur Mer 2006.
- Comment j’ai liquidé le siècle, Sainte-Marguerite sur Mer 2010. ISBN 978-2-84990-133-5.
- En bande organisée, Sainte-Marguerite sur Mer 2013. ISBN 978-2-84990-230-1.
- Meeting Snowden, Documental, 2016.
- Ce qu'il reste de nos rêves. Ed. des Equateurs 2019.
- Bigger Than Us, 2021.